# Liste d'œuvres d'art public en France
Cet article tente de recenser les principales œuvres d'art public, pérennes ou temporaires, en France.

## Méthodologie
Cette liste ne concerne que les œuvres d'art public (sculptures, installations, etc.) accessibles depuis un espace public, en plein air ou en intérieur. Elles ne comprend pas celles qui sont présentes dans les musées en tant que pièces exposées.
La plupart des œuvres mentionnées sont des sculptures. Lorsque ce n'est pas le cas (installation sonore, par exemple), le fait est précisé.

## Listes

### Départements
(Liste par régions et, au sein de celles-ci, par départements). 
- Auvergne-Rhône-Alpes :
  - Ain
  - Allier
  - Ardèche
  - Cantal
  - Drôme
  - Haute-Loire
  - Haute-Savoie
  - Isère
  - Loire
  - Puy-de-Dôme
  - Rhône
  - Savoie

- Bourgogne-Franche-Comté :
  - Côte-d'Or
  - Doubs
  - Haute-Saône
  - Jura
  - Nièvre
  - Saône-et-Loire
  - Territoire de Belfort
  - Yonne

- Bretagne :
  - Côtes-d'Armor
  - Finistère
  - Ille-et-Vilaine
  - Morbihan

- Centre-Val-de-Loire :
  - Cher
  - Eure-et-Loir
  - Indre
  - Indre-et-Loire
  - Loir-et-Cher
  - Loiret

- Corse :
  - Corse-du-Sud
  - Haute-Corse

- Grand Est : 
  - Ardennes
  - Aube
  - Bas-Rhin
  - Haut-Rhin
  - Haute-Marne
  - Marne
  - Meurthe-et-Moselle
  - Meuse
  - Moselle
  - Vosges

- Guadeloupe

- Guyane

- Hauts-de-France :
  - Aisne
  - Nord
  - Oise
  - Pas-de-Calais
  - Somme

- Île-de-France :
  - Essonne
  - Hauts-de-Seine
  - Paris
  - Seine-et-Marne
  - Seine-Saint-Denis
  - Val-de-Marne
  - Val-d'Oise
  - Yvelines

- La Réunion

- Martinique

- Mayotte

- Normandie :
  - Calvados
  - Eure
  - Manche
  - Orne
  - Seine-Maritime

- Nouvelle-Aquitaine :
  - Charente
  - Charente-Maritime
  - Corrèze
  - Creuse
  - Deux-Sèvres
  - Dordogne
  - Gironde
  - Haute-Vienne
  - Landes
  - Lot-et-Garonne
  - Pyrénées-Atlantiques
  - Vienne

- Occitanie :
  - Ariège
  - Aude
  - Aveyron
  - Gard
  - Gers
  - Haute-Garonne
  - Hautes-Pyrénées
  - Hérault
  - Lot
  - Lozère
  - Pyrénées-Orientales
  - Tarn
  - Tarn-et-Garonne

- Pays de la Loire :
  - Loire-Atlantique
  - Maine-et-Loire
  - Mayenne
  - Sarthe
  - Vendée

- Provence-Alpes-Côte d'Azur :
  - Alpes-de-Haute-Provence
  - Alpes-Maritimes
  - Bouches-du-Rhône
  - Hautes-Alpes
  - Var
  - Vaucluse

### Villes
- Auvergne-Rhône-Alpes :
  - Ars-sur-Formans
  - Clermont-Ferrand
  - Grenoble
  - Lyon
  - Saint-Étienne
  - Vénissieux
  - Villeurbanne

- Bourgogne-Franche-Comté :
  - Besançon
  - Dijon

- Bretagne :
  - Rennes

- Centre-Val de Loire :
  - Chartres
  - Orléans
  - Tours

- Grand Est :
  - Nancy
  - Reims
  - Strasbourg

- Hauts-de-France :
  - Amiens
  - Lille

- Île-de-France :
  - La Défense
  - Issy-les-Moulineaux
  - Ivry-sur-Seine
  - Paris
  - Saint-Quentin-en-Yvelines
  - Vitry-sur-Seine

- Normandie :
  - Barentin
  - Caen
  - Honfleur
  - Le Havre
  - Rouen

- Nouvelle-Aquitaine :
  - Bordeaux

- Occitanie :
  - Montauban
  - Montpellier
  - Nîmes
  - Toulouse

- Pays de la Loire :
  - Angers
  - Laval
  - Le Mans
  - Nantes
  - Saint-Nazaire

- Provence-Alpes-Côte d'Azur :
  - Aix-en-Provence
  - Avignon
  - Marseille
  - Nice
  - Toulon

### Commanditaires
- Commandes publiques
- Protocole des Nouveaux commanditaires
- 1 % artistique

### Institutions et événements
- Biennale d'art contemporain de Lyon
- Centre international d'art et du paysage de Vassivière
- Château de Chamarande
- Estuaire (festival)
- Foire internationale d'art contemporain (jardin des Tuileries)
- Lille 2004
- Marseille-Provence 2013
- Musée Gassendi
- Nuit blanche (manifestation culturelle)
- Le Vent des forêts